# دیزنی‌لند شانگهای
دیزنی‌لند شانگهای (به ماندارین چینی:上海迪士尼乐园) یک پارک موضوعی واقع در منطقه پودونگ در شانگهای چین است. این پارک به‌وسیله سرمایه‌گذاری شرکت دیزنی شرکت شندی در شهر شانگهای چین اداره می‌شود که ساخت و ساز آن نخستین بار در تاریخ ۸ آوریل ۲۰۱۱ آغاز و در ۱۶ ژوئن ۲۰۱۶ افتتاح شد. این پارک در نیمه اولین سال افتتاح خود بیش از پنج میلیون بازدید کننده را به خود جذب کرد.
مساحت این پارک ۳٫۹ کیلومتر مربع (۱٫۵ مایل مربع) است که ۲۴٫۵ میلیارد یوان هزینه دارد که شندی ۵۷ درصد و دیزنی ۴۳ درصد باقی مانده را در اختیار دارند. این پارک در حال حاضر دارای هفت منطقه موضوعی است: خیابان میکی، باغ‌های تخیل، سرزمین فانتزی، دریاچه گنج، جزیره ماجراجویی، سرزمین فردا و سرزمین داستان اسباب بازی.

## تاریخچه

### آماده‌سازی
دولت چین این اقامتگاه را در ۴ نوامبر ۲۰۰۹ تصویب کرد. شرکت والت دیزنی در ۵ نوامبر ۲۰۱۰ اعلام کرد که قراردادی را با گروه شانگهای شندی برای ساخت تفرجگاه و پارک در شانگهای امضا کرده‌است، با برنامه‌ریزی برای افتتاح در سال ۲۰۱۵. در ۷ آوریل ۲۰۱۱، پیشرفت در سایت استراحتگاه دیزنی لند شانگهای آغاز شد. در ۲۹ ژوئن ۲۰۱۳، ساخت و ساز در قلعه کتاب داستان افسون شده آغاز شد.

### ساخت و ساز
کار ساخت و ساز عمده در ۸ آوریل ۲۰۱۱ آغاز شد و افتتاحیه بهار ۲۰۱۶ را هدف قرار داد. این استراحتگاه برای پوشش مساحت ۴ کیلومتر مربع (۱٫۵ مایل مربع) برنامه‌ریزی شده بود و انتظار می‌رفت که هزینه آن (۲۵٬۰۰۰٬۰۰۰٬۰۰۰ تا RMB 3,660,000,000 دلار آمریکا) باشد. این پروژه توسط چندین شرکت بزرگ دولتی چینی در شانگهای تأمین می‌شود که یک سرمایه‌گذاری مشترک با شرکت والت دیزنی تشکیل می‌دهند. یک توسعه‌دهنده شهری از شانگهای اظهار داشت: "فاز اول این پروژه به جنوب منطقه هوانگلو، منطقه‌ای در شهر چوانشا، حومه جنوب شرقی منطقه پودونگ شانگهای خواهد بود؛ فاز دوم بیشتر به سمت جنوب غربی گسترش خواهد یافت. مهندسین مشاور دیسیمون مهندسان سازه پشت کار ساخت و ساز بودند.

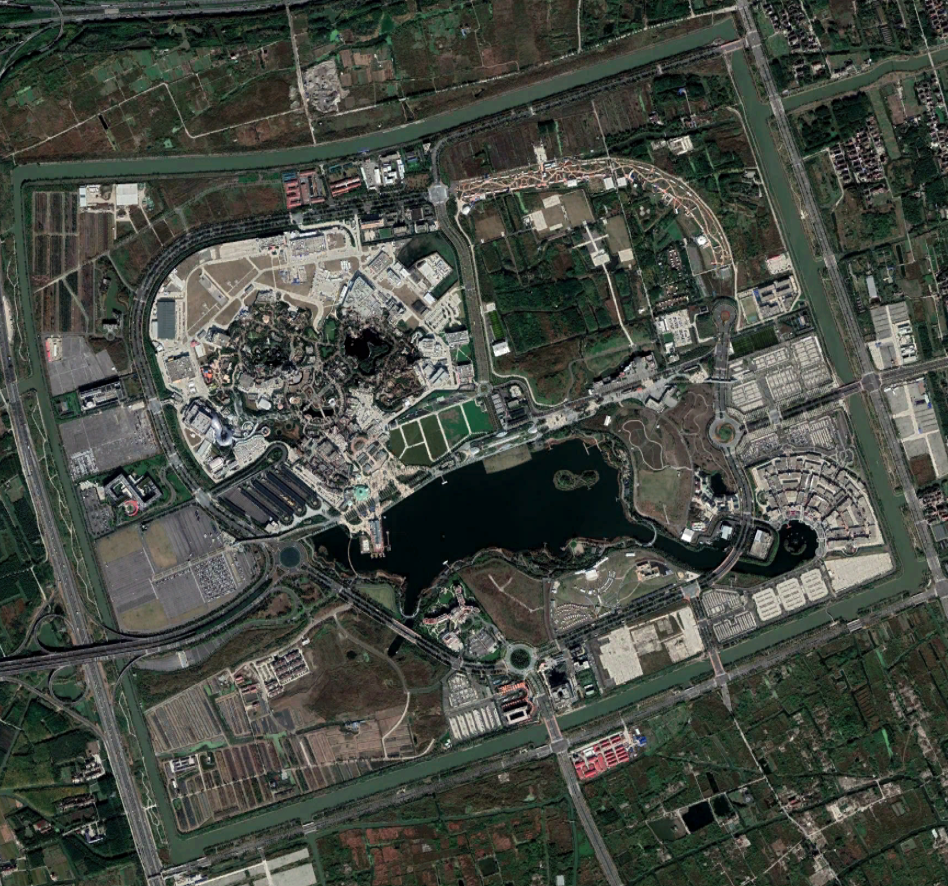
نمای ماهواره ای از استراحتگاه در سال ۲۰۱۸.

در ۸ مارس ۲۰۱۳، این شرکت اعلام کرد که پارک در اواخر سال ۲۰۱۵ افتتاح می‌شود. در ۲ فوریه ۲۰۱۵، تاریخ افتتاح به اوایل سال ۲۰۱۶ به عقب کشیده شد. در ۱۲ ژانویه ۲۰۱۶، تاریخ افتتاح پارک ۱۶ ژوئن اعلام شد. ۲۰۱۶، تاریخ افتتاحیه نهایی این پارک بود.
هزینه در ابتدا ۲۴٫۵ میلیارد یوان (۳٫۷ میلیارد دلار) برای پارک موضوعی و ۴٫۵ میلیارد یوان اضافی (۷۰۰ میلیون دلار آمریکا) برآورد شد. این مبلغ قبل از تأخیر به حدود ۵٫۵ میلیارد دلار افزایش یافت که تا حدی به دلیل باز شدن جاذبه‌های بیشتر برای عموم در روز اول بود که ۸۰۰ میلیون دلار به هزینه اضافه کرد.
علاوه بر جاذبه‌ها و دو هتل، یک سیستم راه‌آهن سریع‌السیر نیز در حال ساخت است تا بازدیدکنندگان را به این سایت برسانند.
دیزنی مالک ۴۳ درصد از اموال است و گروه شانگهای شندی تحت کنترل دولت مالک ۵۷ درصد باقی مانده‌است.

### افتتاح
در ۷ می ۲۰۱۶، دیزنی لند شانگهای افتتاحیه‌های نرم را آغاز کرده بود.

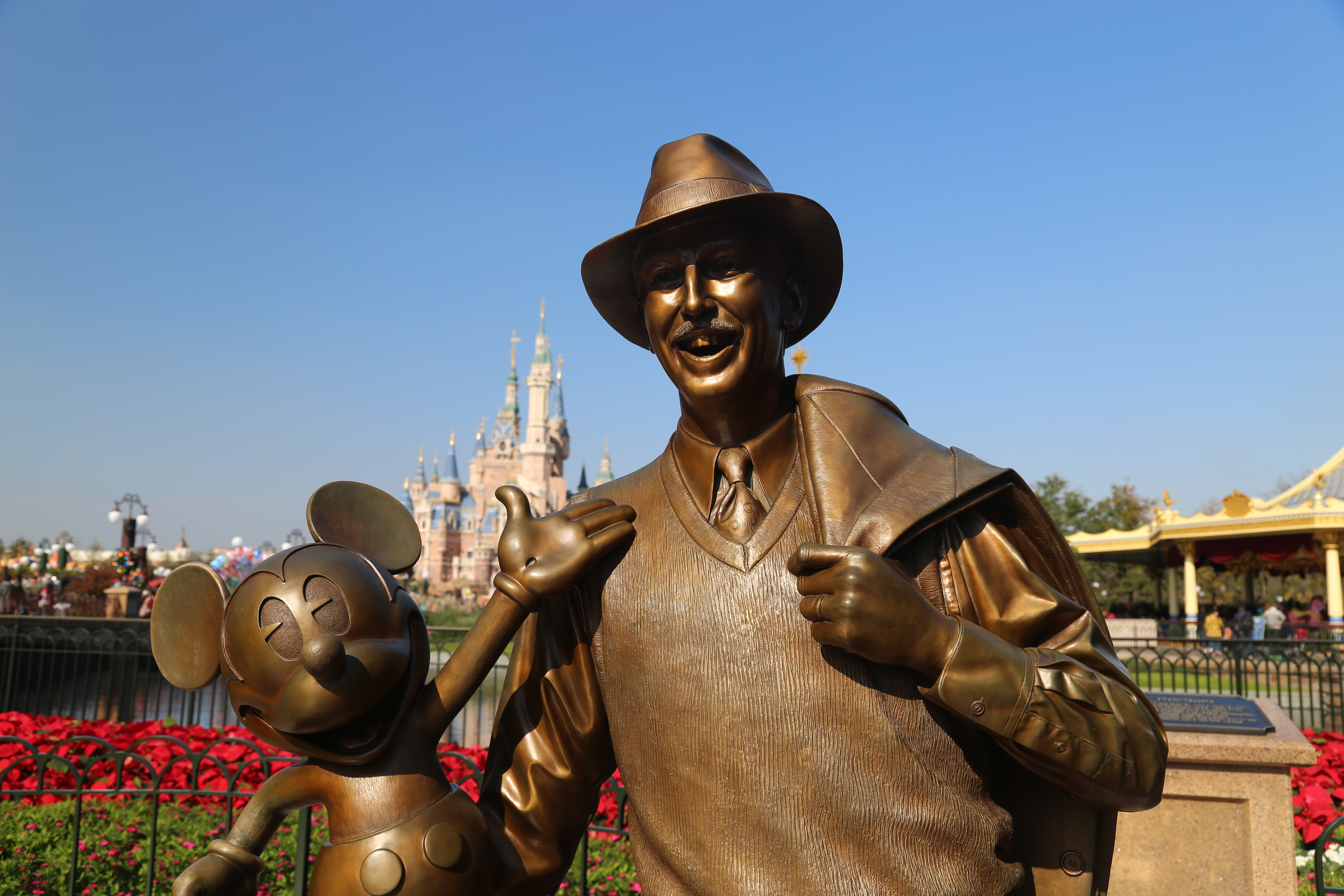
داستان‌سرایان اثر ریک تری و ری اسپنسر

دیزنی در شب ۱۵ ژوئن ۲۰۱۶ پخش زنده افتتاحیه نمایش بزرگ را در فیس بوک و ایستگاه‌های تلویزیونی دیزنی پخش کرد. باب ایگر، رئیس هیئت مدیره و مدیر اجرایی شرکت والت دیزنی، نزدیک به ۳۰۰۰ مهمان برجسته همراه شدند. افراد مشهور برای نمایشی از رقص، آکروباتیک، لباس‌ها و فناوری در مقیاس بزرگ، با نورهای خیره‌کننده، موسیقی دیزنی، نمایش مجلل، جلوه‌های ویژه، و آتش‌بازی. در این نمایش، لنگ لانگ، پیانیست مشهور جهان، که تنظیم سفارشی حس موسیقی "Let It Go" (از دیزنی یخ زده) را اجرا کرد و سان لی بازیگر تلویزیون و چین در مرکز صحنه قرار گرفت. این رویداد تاریخی شامل اولین آهنگ اصلی، "رویاپرداز درون را آتش بزنید" بود که مخصوصاً برای افتتاحیه بزرگ دیزنی لند شانگهای نوشته شده بود. آهنگساز و رهبر ارکستر تحسین شده، تان دان، که به‌خاطر آهنگ‌های هیجان‌انگیزش برای فیلم‌های ببر خیزان، اژدهای پنهان و قهرمان شناخته می‌شود، سمفونی شانگهای را با آهنگسازی بدیع از آهنگ جدید رهبری کرد.
از آنجایی که افتتاحیه با هوای بارانی مواجه شد، وانگ یانگ، معاون نخست‌وزیر چین به ایگر گفت که باران نشانه مبارکی از دلار و رنمینبی در آینده است. وانگ سپس پیام تبریک کوتاهی از شی جین پینگ، رهبر چین را خواند و گفت: با افزودن ویژگی‌های چینی به سبک کلاسیک دیزنی، و با ترکیب استانداردهای بین‌المللی با بهترین شیوه‌های محلی، استراحتگاه تعهد ما به فرهنگ‌های متقابل را نشان می‌دهد. مشارکت.

### قیمت بلیط
بلیت‌های این پارک در تاریخ ۲۸ مارس ۲۰۱۶ با یک طرح قیمت گذاری دو طبقه به فروش رفت. در بیشتر روزها، بلیط روزانه بزرگسالان ۳۷۰ یوان خواهد بود، در حالی که بلیط یک روزه کودکان و سالمندان ۲۸۰ یوان است که تقریباً ۲۰ درصد ارزان‌تر از دیزنی لند هنگ کنگ است (که برای یک بلیط روزانه بزرگسالان ۵۳۹ دلار هنگ کنگ دریافت می‌کند). در دوره‌های شلوغ‌تر، از جمله دو هفته اول بهره‌برداری از پارک، بلیط‌های روزانه بزرگسالان 499 RMB هزینه خواهند داشت، در حالی که بلیت‌های کودکان و افراد مسن 375 RMB هزینه خواهند داشت. این پارک اولین پارک دیزنی خواهد بود که دارای قیمت‌های طبقه‌بندی شده‌است.
طبق گزارش International Business Times) IBT)، معادل قیمت بلیط پارک حدود ۷۵ دلار آمریکا برای بزرگسالان و ۶۰ دلار آمریکا برای کودکان در تعطیلات و تعطیلات آخر هفته، و حدود ۶۰ دلار آمریکا برای بزرگسالان و ۴۵ دلار آمریکا برای کودکان در روزهای هفته هزینه خواهد داشت. IBT خاطرنشان می‌کند که «بلیت دو روزه آخر هفته برای دو بزرگسال و یک کودک به میانگین دستمزد ماهانه شهری چین نزدیک می‌شود.
بلیت‌های روز افتتاحیه چند ساعت پس از فروش در نیمه‌شب، ۲۸ مارس، فروخته شد.

### پاسخ به کوید ۱۹
در پاسخ به همه‌گیری کووید-۱۹، این پارک (اولین پارک دیزنی بود که بسته شد) از ۲۵ ژانویه ۲۰۲۰ به‌طور موقت بسته شد و به دنبال اقدامات پارک اقیانوس هنگ کنگ و پارک دیزنی لند هنگ کنگ بود. سه ماه و نیم بعد بسته ماند و در ۱۱ می ۲۰۲۰ به روی مهمانان باز شد و اولین پارک دیزنی بود که بازگشایی شد. طبق قوانین سختگیرانه ای که شامل فاصله گذاری اجتماعی، کاهش ظرفیت، غربالگری دما و استفاده از ماسک صورت اجباری بود، بازگشایی شد. استراحتگاه دیزنی شانگهای برای دومین بار به دلیل افزایش موارد COVID-19 در چین از ۲۱ مارس ۲۰۲۲ تا ۲۹ ژوئن ۲۰۲۲ بسته شد. استراحتگاه برای دومین بار در ۳۰ ژوئن ۲۰۲۲ بازگشایی شد. در ۳۱ اکتبر ۲۰۲۲، اعلام شد که این پارک بار دیگر به دلیل افزایش موارد به‌طور نامحدود تعطیل می‌شود. آخرین بار در ۲۹ نوامبر ۲۰۲۲ بسته شد، قبل از بازگشایی مجدد در ۸ دسامبر پس از اینکه چین در پاسخ به اعتراضات، سیاست «صفر کووید» خود را کاهش داد.